# Berjo
Berjo is een bestuurslaag in het regentschap Karanganyar van de provincie Midden-Java, Indonesië. Berjo telt 4963 inwoners (volkstelling 2010).